# Cantó de Péira Bufíera
El cantó de Péira Bufíera és un cantó francès del departament de l'Alta Viena, situat al districte de Llemotges. Té 8 municipis i el cap és Péira Bufíera.

## Municipis
- Boissuélh
- Esjau
- Péira Bufíera
- Sent Bonèt Briança
- Sent Giniés
- Sent Alari Bona Vau
- Sent Jan Ligora
- Sent Paul

## Història
| Data d'elecció                           | Identitat          | Partit | Qualitat |
| ---------------------------------------- | ------------------ | ------ | -------- |
| 1970-2001                                | Marcel Rigout      | PCF    |          |
| 2001-                                    | Jean-Louis Nouhaud | PS     |          |
| les dades anteriors no són pas conegudes |                    |        |          |
|                                          |                    |        |          |

## Demografia
| 1962  | 1968  | 1975  | 1982  | 1990  | 1999  | 2006  |
| ----- | ----- | ----- | ----- | ----- | ----- | ----- |
| 5.254 | 5.759 | 5.697 | 6.102 | 6.528 | 6.965 | 7.986 |